# Trockenstarre
Die Trockenstarre ist ein der Kältestarre entsprechender, bei großer Trockenheit auftretender Starrezustand des Körpers bei manchen Tieren, u. a. auch bei Bärtierchen. Auch bei Flechten kann die Trockenstarre auftreten, dadurch können sie Temperaturen zwischen −47 °C und +80 °C überstehen.